# Jacques Clément
Jacques Clément (Serbonnes, 1567 – Saint-Cloud, 1º agosto 1589) è stato un religioso francese dell'Ordine dei frati predicatori, e fu l'assassino del re Enrico III di Francia.

## Biografia

### La vita
Jacques Clément nacque a Serbonnes, oggi nel dipartimento di Yonne, in Francia, e divenne monaco domenicano dopo una breve carriera di uomo d'armi. Durante il periodo delle guerre di religione francesi, era nel convento dei domenicani della rue Saint-Jacques, a Parigi, influenzato dalle idee che circolavano circa la necessità d'assassinare il re Enrico III in vendetta della morte di Enrico di Guisa. Essendo diventato un fanatico religioso deciso allo sterminio degli eretici, divenne membro della Lega cattolica. Ben presto formulò un piano per uccidere Enrico III, con il sostegno dei membri della Lega, a seguito (si dice) di una visione nella quale un angelo lo esortava ad agire contro "il tiranno di Francia". 
Secondo fonti prossime agli ugonotti, Clément venne messo in contatto con il consigliere del re Michel de La Chapelle-Marteau, la duchessa di Montpensier, sorella di Enrico di Guisa, e con Claudio di Guisa, suo fratello.

### Il regicidio e la morte

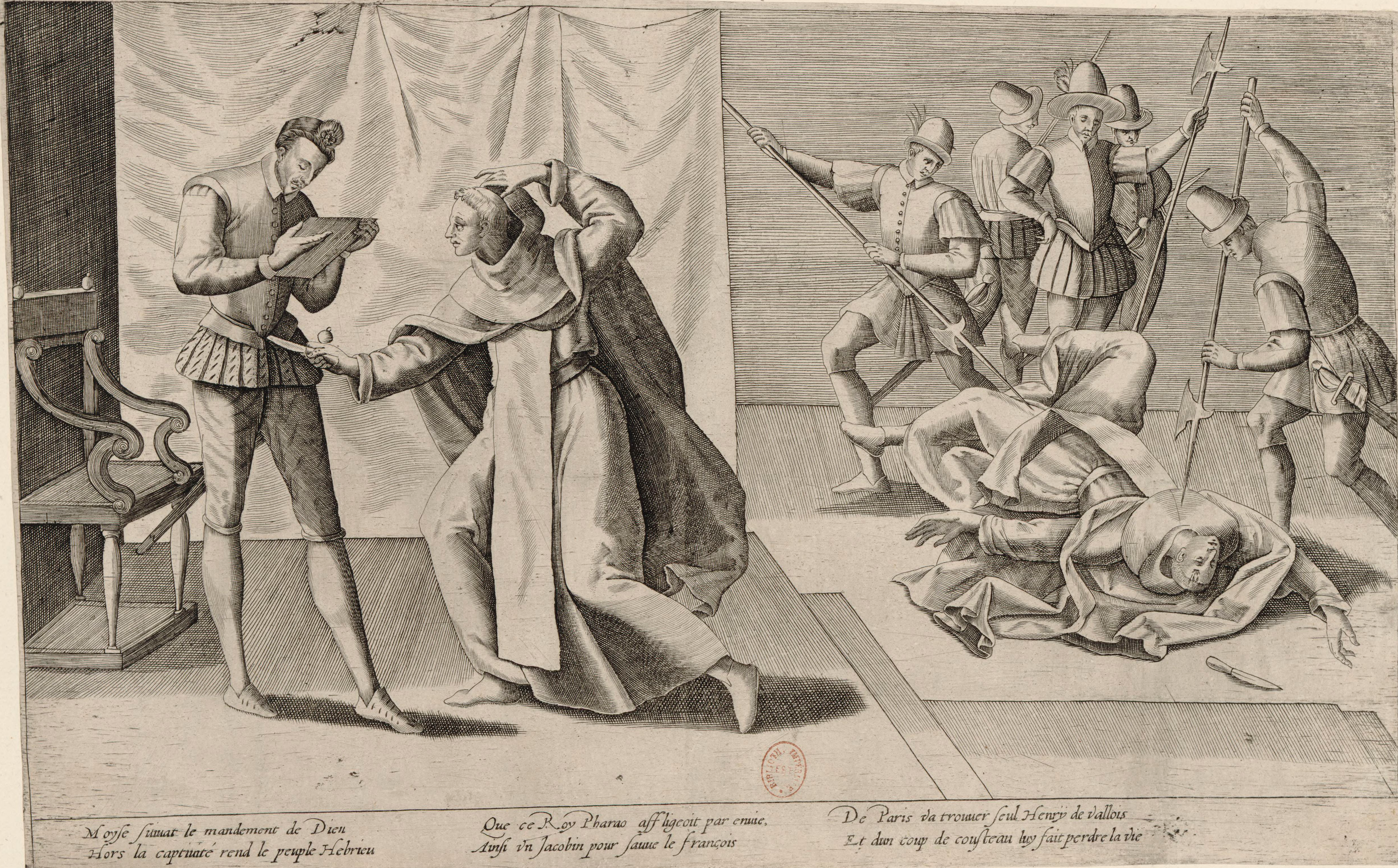
Assassinio di Enrico III e morte di Jacques Clément.

Lasciò Parigi il 31 luglio 1589 e andò a Saint-Cloud, ove dimorava Enrico III, spacciandosi per disertore ed apportatore di importanti segreti per la risoluzione della guerra. Il giorno seguente il suo arrivo, venne introdotto al re dal procuratore La Guesle, che lo aveva interrogato preventivamente. Clément era davanti al re con il pretesto della consegna di un'importante lettera. Enrico, per motivi di riservatezza, fece uscire le guardie e La Guesle. Mentre leggeva la lettera, fu trafitto nel ventre da Clément con un pugnale avvelenato.
Il re riuscì a respingere il suo assalitore, ferendolo col proprio pugnale e gridando: Cattivo monaco! Mi hai ucciso! («Méchant moine! Tu m'as tué!»). Le urla del re allertarono le sue guardie, dette Quarante-cinq. Appena entrate nella sala, le guardie si gettarono sul monaco, disarmato da François du Plessis, il padre di Richelieu, e lo trafissero con le loro spade ed alabarde. Il cadavere del regicida venne quindi scaraventato dalla finestra.
Il giorno dopo il re morì, avendo designato come successore durante la notte suo cugino, Enrico di Navarra, che gli succedette con il nome di Enrico IV. 
Jacques Clément subì quindi post-mortem il castigo destinato ai regicidi: il suo cadavere venne squartato, incenerito e le ceneri gettate nella Senna.
L'assassinio fu visto con sentimenti diversi dai membri della Lega cattolica: alcuni giudicavano Jacques un martire, come il papa Sisto V, mentre altri lo condannavano.
Il regicidio è generalmente considerato una vendetta dell'assassinio del duca di Guisa, occultamente diretto dalla sorella, la duchessa di Montpensier. Altre ipotesi sostengono che il movente per l'assassinio di Enrico III fosse dovuto a una vendetta familiare di cui Clément si era fatto carico.